# Chalbury
Chalbury är en ort och civil parish i Storbritannien.   Den ligger i kommunen Dorset och riksdelen England, i den södra delen av landet, 150 km sydväst om huvudstaden London. Chalbury ligger 98 meter över havet och antalet invånare är 140.
Terrängen runt Chalbury är huvudsakligen platt. Chalbury ligger uppe på en höjd.Runt Chalbury är det ganska tätbefolkat, med 239 invånare per kvadratkilometer. Närmaste större samhälle är Bournemouth, 17,0 km söder om Chalbury. Trakten runt Chalbury består till största delen av jordbruksmark.